# Raión de Volovets
Volovets (en ucraniano: Воловецький район) es un raión o distrito de Ucrania en el óblast de Zakarpatia. 
Comprende una superficie de 544 km².
La capital es la ciudad de Volovets.

## Demografía
Según estimación 2010 contaba con una población total de 25474 habitantes.

## Otros datos
El código KOATUU es 2121500000. El código postal 89100 y el prefijo telefónico +380 3136.